# Estación de Bath Spa
La Estación de Bath Spa es la principal instalación ferroviaria que da servicio a la ciudad de Bath, en la región del Sudoeste de Inglaterra. Situada en la Línea Principal del Great Western, se halla a 106 millas 71 cadenas (170,6 km) de la Estación de Paddington en Londres, entre Chippenham al este y Oldfield Park al oeste. Su código de estación de tres letras es BTH.
Está administrada por el Great Western Railway, que opera la totalidad de los trenes que circulan por la estación de Bath Spa.

## Historia

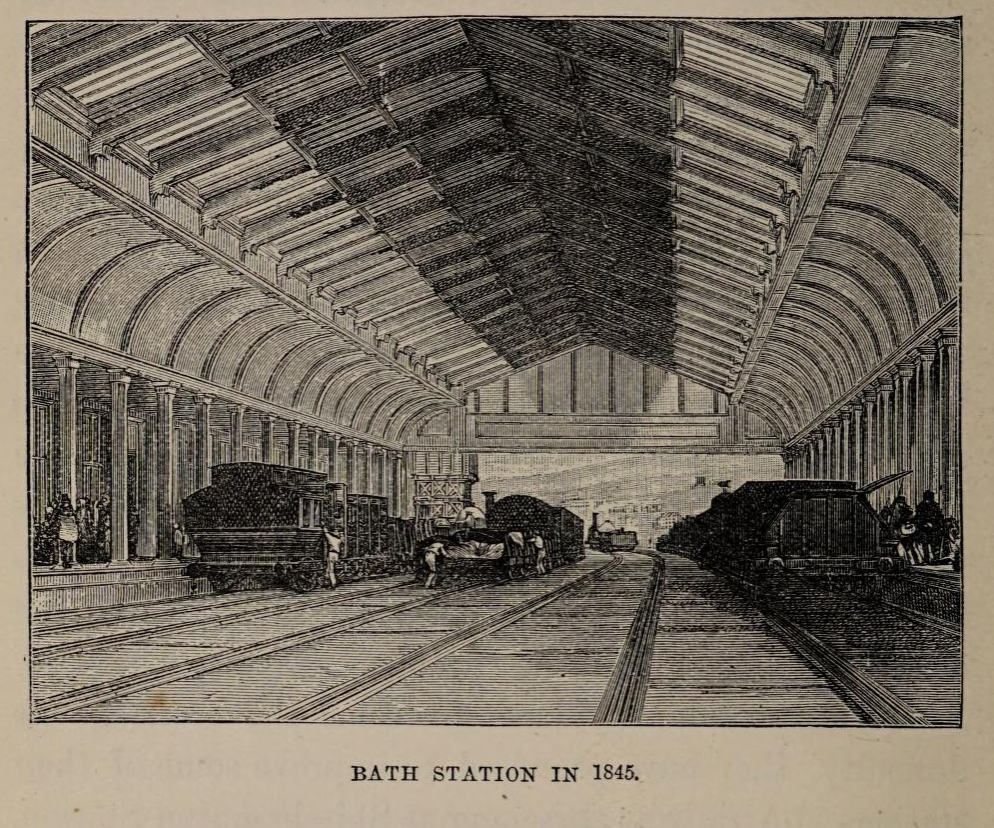
Grabado de la Estación de Bath en 1845, que muestra la cubierta original

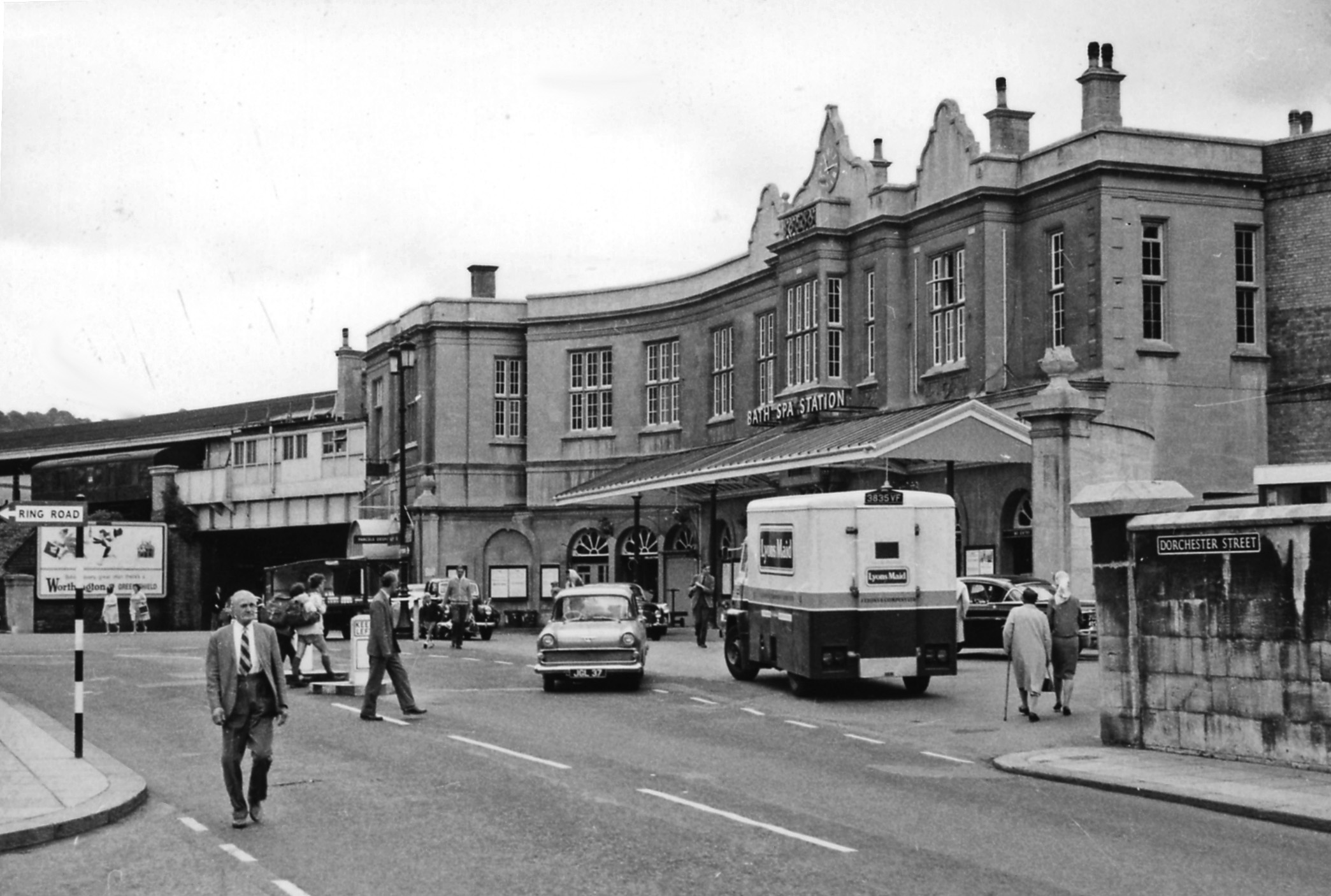
La Estación de Bath Spa en 1962

La Estación Bath Spa fue construida en 1840 para el Great Western Railway por Brunel, que ha sido catalogado como un monumento de Grado II*. Se trata de un edificio de estilo neotudor asimétrico decorado con gabletes curvos, situado en la orilla norte del río Avon, donde la línea se curva desde la orilla sur hasta la estación. Inaugurada el 31 de agosto de 1840, la estación se llamó "Bath" y pasó a llamarse "Bath Spa" en 1949 para distinguirla de la estación de Bath Green Park, cuyo nombre no cambió hasta 1951.
La Estación dispone de un amplio espacio entre los andenes porque fue construida con dos vías de apartado para vagones con vías de gran ancho entre las vías de los andenes. La estación original presentaba un tejado de vigas martillo que cubría el espacio entre los andenes, similar al que todavía existe en la Estación de Bristol Temple Meads. La cubierta de Bath se retiró en 1897, cuando se remodeló la estación con andenes más largos.
Se edificaron unas cocheras de mercancías de tres vías, inmediatamente al oeste de la estación y al norte de la vía principal. En 1877 se construyó un depósito de mercancías a unos 500 metros al oeste, en Westmoreland Street, y se demolió el cobertizo de mercancías para la remodelación de la estación en 1897.
Un puente peatonal conduce desde la parte trasera de la estación a través del río Avon, lo que permite el acceso directo al barrio de Widcombe de la ciudad. Inaugurado en 1862. La pasarela de madera, originalmente de peaje, era conocida localmente como el "puente del medio penique". Sin embargo, esta estructura original se derrumbó desastrosamente en 1877 causando varias muertes, y el puente de celosía de acero actual se erigió poco después ese mismo año.

### Reurbanización

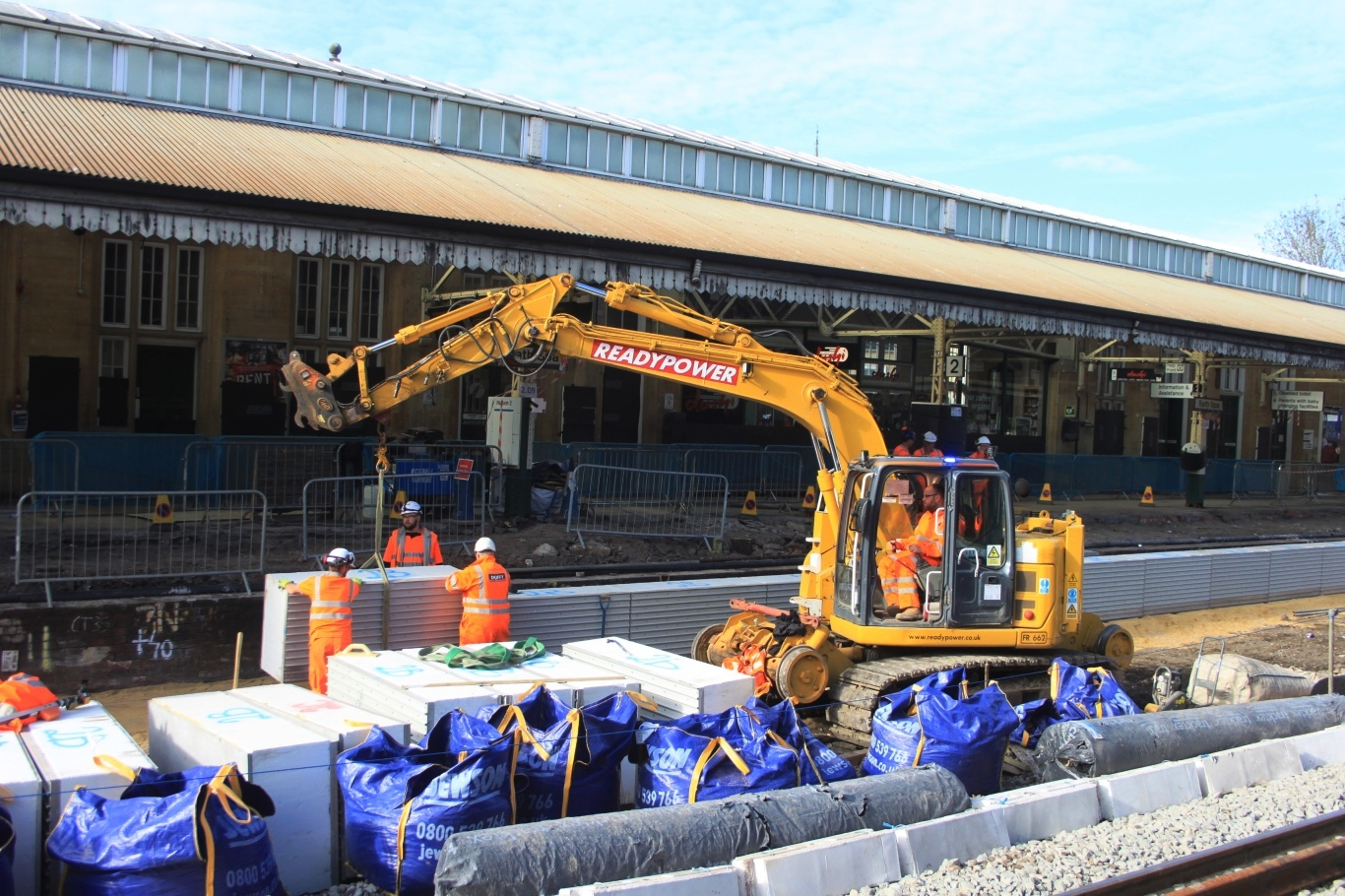
Remodelación de los andenes en 2017

Desde la privatización, Great Western Railway ha gestionado Bath Spa. En 2005, la empresa obtuvo la autorización de obra catalogada para realizar reformas en el edificio, incluida la instalación de ascensores en los andenes. También se han instalado barreras de entradas.
Otros desarrollos comenzaron en 2011 para integrar la estación con el nuevo centro comercial  Bath bus station y SouthGate, y remodelar parte del estacionamiento de la estación y la rampa norte en un complejo de restaurantes a un costo de £ 12 millones. Está prevista la adecuación de unos arcos en la estación para fomentar el uso comercial.
Bath Spa ganó premios a la mejor estación de tamaño mediano y a la mejor estación en general en los International Station Awards de 2013.
La estación fue modificada en abril de 2017 para Great Western Main Line electrification project. Debido a su estado en la lista, las marquesinas de la plataforma no se pudieron recortar para colocar equipos de electrificación aéreos en la alineación, por lo que las plataformas se ampliaron para que los futuros mástiles de electrificación pudieran instalarse entre las vías. (La electrificación a través de la estación se aplazó en noviembre de 2016). El trabajo proporcionó un área de circulación más grande y redujo la brecha entre el tren y la plataforma.

### Otras estaciones en Bath
La única otra estación abierta en Bath es Oldfield Park, una pequeña estación de cercanías en un suburbio del oeste, con servicios limitados a Bristol y Bath Spa, y estaciones posteriores.
Las antiguas estaciones ahora cerradas en Bath eran Green Park (la terminal de Midland, cuyo techo general y edificios principales sobreviven, y que durante parte de su vida se denominó "Bath Queen Square"), Bathampton y Weston (una estación suburbana en la línea Midland que cerrado en 1953). Westmoreland Road era una estación de mercancías GWR. Twerton-on-Avon y Hampton Row Halt, ambos en la ruta GWR, cerraron en 1917 como medida económica Primera Guerra Mundial.

## Servicios

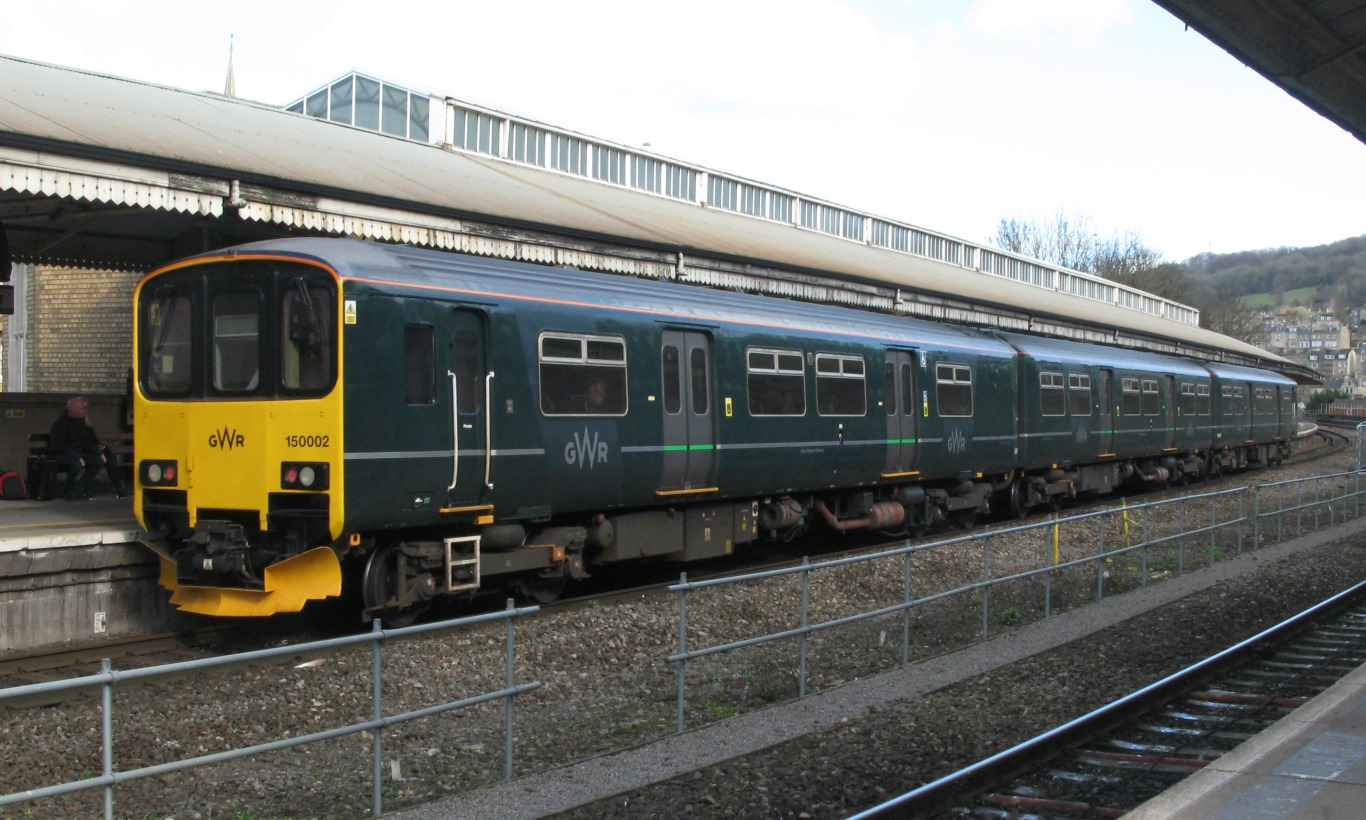
Locomotora en Bath, en dirección hacia Westbury

Todos los servicios en Bath Spa son operados por Great Western Railway. Proporcionan un servicio regular entre London Paddington y Bristol Temple Meads. Estos brindan un servicio desde Bath hasta Chippenham, Swindon y Reading, mientras que algunos se extienden más allá de Bristol hasta Weston-super-Mare o Taunton.

También hay servicios entre Cardiff Central y Portsmouth Harbour, y entre Great Malvern o Gloucester y Westbury o Weymouth. Estos proporcionan enlaces a muchas estaciones más pequeñas en estas líneas. Los servicios son operados principalmente por unidades Clase 165 y Clase 166.